# Ben Bernanke
Ben Shalom Bernanke  (Augusta, 13 de diciembre de 1953) es un economista y político estadounidense que desempeñó el cargo de presidente de la Reserva Federal de los Estados Unidos durante dos períodos de 2006 a 2014. Bernanke, un republicano que fue nombrado por el expresidente George W. Bush en octubre de 2005 y que sirvió brevemente como presidente del Consejo de Asesores Económicos de Bush. Fue nominado para un segundo mandato por el presidente Barack Obama en 2009, como presidente de la Reserva Federal y ganador del Premio Nobel de Economía 2022, junto con los norteamericanos Philip H. Dybvig y Douglas Diamond por la investigación sobre bancos y crisis financieras.

## Biografía
Nacido en Augusta, Georgia, de origen judío, Bernanke se crio en un rancho en el East Jefferson Street, en Dillon, Carolina del Sur. Su padre Philip fue farmacéutico y director de teatro a tiempo parcial, y su madre Edna fue maestra de escuela. Ben Shalom es el mayor de tres hijos. Su hermano menor, Set, es abogado en Charlotte, Carolina del Norte, y su hermana Sharon es una antigua administradora del Berklee College of Music en Boston.
Los Bernanke fueron una de las pocas familias judías en la zona, asistiendo a la sinagoga local, Ohav Shalom; cuando niño, Bernanke aprendió el idioma hebreo de su abuelo materno, Harold Friedman, que era jazán y profesor de hebreo. Su padre y su tío eran copropietarios y administradores de una droguería de su abuelo paterno, Jonas Bernanke. Jonas nació en Boryslav, Imperio austrohúngaro (hoy parte de Ucrania), el 23 de enero de 1891, y emigró a los Estados Unidos desde Przemyśl, Polonia (parte del Imperio austrohúngaro hasta 1919). Llegó a Ellis Island, a los 30 años, el 30 de junio de 1921, con su esposa Pauline, de 25 años. En el manifiesto del buque, la ocupación de Jonas aparece como "empleado" y la de Pauline como "médico" Se mudaron a Dillon, Carolina del Sur, desde Nueva York en la década de 1940. La madre de Bernanke a menudo trabajaba también allí, después de haber renunciado a su trabajo como profesora de la escuela.

## Carrera gubernamental
Bernanke se unió a la FED como uno de los gobernadores en 2002. Argumentaba que los mercados operan de manera más fluida si los actores entienden las reglas y los procesos de los bancos centrales: Bernanke sentía que la Fed estaba impulsada demasiado por las enormes figuras de sus titulares, por ello propuso la necesidad del banco de despersonalizarse y explicar sus políticas. Presidente del equipo de asesores económicos del Presidente de los Estados Unidos, George W. Bush. Fue propuesto el 24 de septiembre de 2005 para dirigir la Reserva Federal de Estados Unidos, cargo que ocupó desde el 1 de febrero de 2006  hasta el 31 de enero de 2014 en sustitución de Alan Greenspan. Es miembro del Partido Republicano. Ben Bernanke ha tenido una relación positiva y productiva, según la Casa Blanca.
Estudió economía en la Universidad de Harvard, 1975, graduándose con la calificación de summa cum laude. Doctor en economía por el Instituto Tecnológico de Massachusetts, MIT,  1979. Comenzó su carrera en la Stanford Graduate School of Business en 1979. Ha sido presidente del departamento de economía de la Universidad de Princeton. De 2002 a 2005 perteneció al comité de política monetaria del Banco Central estadounidense. Es un reconocido experto en la crisis de los años 30.
Durante la recesión de EE. UU., Bernanke apareció frecuentemente en los medios: estuvo en la universidad de Atlanta, en una entrevista del programa del canal CBS 60 Minutes y en una intervención en el Club Nacional de Prensa de Washington.
La revista Time le nombró personaje del año de 2009 siendo la portada del último número del año.
En 2015 ficha por el fondo de inversiones Citadel LLC.

## Críticas
En la audiencia del 25 de junio de 2009 ante el Comité de Supervisión y Reforma Gubernamental de la Cámara de Representantes, dos legisladores criticaron el papel de la FED al amenazar a Bank of America para que comprara Merrill Lynch como la falta de transparencia del proceso. También se le critica que encubre información

## Puntos de vista económicos
Bernanke ha dado varias conferencias en la London School of Economics sobre teoría y política monetaria. Ha escrito dos libros de texto: un libro de texto de macroeconomía de nivel intermedio con Andrew Abel (y también Dean Croushore en ediciones posteriores) y un libro de texto introductorio, que cubre microeconomía y macroeconomía, con Robert H. Frank. Bernanke es reconocido como una de las figuras más sobresalientes de la Nueva economía keynesiana. 
Bernanke fue el director del Programa de Economía Monetaria de la Oficina Nacional de Investigación Económica y el editor de la American Economic Review. Está entre los 50 economistas más publicados en el mundo según IDEAS.
Bernanke está particularmente interesado en las causas económicas y políticas de la Gran Depresión, de las que ha publicado numerosos artículos de revistas académicas. Antes de la obra de Bernanke, la teoría monetarista dominante de la Gran Depresión fue la opinión de Milton Friedman de que había sido causada en gran medida por la reducción de la oferta monetaria por la Reserva Federal y en varias ocasiones argumentó que uno de los mayores errores cometidos durante el período era subir los tipos de interés demasiado pronto. En un discurso sobre Milton Friedman (8 de noviembre de 2002), Bernanke dijo: "Permítame terminar mi discurso abusando ligeramente de mi estatus como representante oficial de la Reserva Federal." Me gustaría decirle a Milton y a Anna [Schwartz, coautor de Friedman]: Con respecto a la Gran Depresión, tienes razón, lo hicimos, lo sentimos mucho, pero gracias a ti no lo volveremos a hacer ".
Bernanke ha citado a Milton Friedman y Anna Schwartz en su decisión de bajar las tasas de interés a cero. Anna Schwartz, sin embargo, fue altamente crítica de Bernanke y escribió un artículo de opinión en el New York Times que aconsejaba a Obama contra su reelección como presidente de la Reserva Federal. Bernanke se centró menos en el papel de la Reserva Federal y más en el papel de los bancos privados y las instituciones financieras.
Bernanke encontró que las interrupciones financieras de 1930-33 redujeron la eficiencia del proceso de asignación de crédito; y que el mayor costo resultante y la menor disponibilidad de crédito actuaron para deprimir la demanda agregada, identificando un efecto que él llamó el acelerador financiero. Cuando se enfrentan a una leve desaceleración, es probable que los bancos reduzcan significativamente los préstamos y otros riesgos. Esto daña aún más la economía, creando un círculo vicioso y potencialmente convirtiendo una leve recesión en una depresión mayor. El economista Bradford DeLong, quien anteriormente había defendido su propia teoría para la Gran Depresión, señala que la crisis financiera actual ha aumentado la pertinencia de la teoría de Bernanke.
En 2002, tras la cobertura de las preocupaciones sobre la deflación en las noticias de negocios, Bernanke dio un discurso sobre el tema. En ese discurso, mencionó que el gobierno en un sistema de dinero fiduciario es dueño de los medios físicos de crear dinero y mantener la liquidez del mercado. El control de la oferta monetaria implica que el gobierno siempre puede evitar la deflación simplemente emitiendo más dinero. Dijo que "el gobierno de Estados Unidos tiene una tecnología, llamada prensa (u hoy su equivalente electrónico), que le permite producir el mayor número de dólares de los Estados Unidos sin costo alguno".
También se refirió a una declaración hecha por Milton Friedman sobre el uso "de un helicóptero para lanzar billetes" en la economía para combatir la deflación. Desde entonces, los críticos de Bernanke se han referido a él como "Helicóptero Ben". En una nota al pie de página de su discurso, Bernanke señaló que "la gente sabe que la inflación erosiona el valor real de la deuda del gobierno y, por lo tanto, es del interés del gobierno crear un mínimo de inflación". Otros prestigiosos economistas como Paul Samuelson sostienen que la inflación mide la temperatura de la economía y que aunque es malo que sea alta (mayor del 6%) es peor que sea baja (menor que el 3%) y nefasto que se convierta en deflación.
Por otro lado, mientras Greenspan apoyaba públicamente el plan de reducción del déficit del presidente Clinton y los recortes fiscales de Bush, Bernanke, al ser cuestionado sobre la política tributaria, dijo que no era asunto suyo, su política exclusiva era política monetaria y dijo que la política fiscal y los temas relacionados eran para los políticos y para lo que eran elegidos. Pero Bernanke ha sido identificado por The Wall Street Journal como un "libertario-republicano" en el molde de Alan Greenspan.
En 2005, Bernanke acuñó el término "superabundancia de ahorro", la idea de que un nivel relativamente alto de ahorro mundial mantenía bajos los tipos de interés y financiaba el déficit en cuenta corriente de Estados Unidos. (Las razones alternativas incluyen inversiones relativamente bajas a nivel mundial, junto con bajos ahorros en los Estados Unidos.)
A medida que la recesión comenzó a profundizarse en 2007, muchos economistas instaron a Bernanke (y al resto del Comité Federal de Mercado Abierto) a reducir la tasa de fondos federales por debajo de lo que habían hecho. Por ejemplo, Larry Summers, más tarde nombrado Director del Consejo Económico Nacional de la Casa Blanca bajo el presidente Obama, escribió en el Financial Times el 26 de noviembre de 2007 -en una columna en la que argumentaba que era probable la recesión- que "... mantener la demanda Debe ser la prioridad macroeconómica general. Esto significa que el Sistema de la Reserva Federal tiene que adelantarse a la curva y reconocer -como el mercado ya lo ha hecho- que los niveles de la tasa de los Fondos Federales eran neutrales cuando el sistema financiero estaba funcionando normalmente Son bastante contractivos hoy día".

## Premio Nobel de Economía 2022
El premio Nobel de Economía 2022 fue otorgado a los economistas estadounidenses Ben S. Bernanke, Douglas W. Diamond y Philip H. Dybvig "por la investigación sobre bancos y crisis financieras", el trío estadounidense fue galardonado por haber "mejorado significativamente nuestra comprensión del papel de los bancos en la economía, especialmente durante las crisis financieras, así como la forma de regular los mercados financieros".
"La investigación bancaria moderna aclara por qué tenemos bancos, cómo hacerlos menos vulnerables en las crisis y cómo los colapsos bancarios exacerban las crisis financieras. Los fundamentos de esta investigación fueron sentados por Ben Bernanke, Douglas Diamond y Philip Dybvig a principios de la década de 1980".

## Dictamen sobre el déficit comercial y la zona del euro
Sostiene que el déficit comercial de los países de la zona del euro los está destruyendo: "los desequilibrios persistentes no son saludables porque provocan desequilibrios financieros y un crecimiento desequilibrado". Escribe que "el superávit comercial de Alemania es un problema";"El hecho de que Alemania venda mucho más de lo que compra, reorienta la demanda hacia sus vecinos (así como hacia otros países del mundo), lo que reduce la producción y el empleo fuera de Alemania".

| Predecesor: Alan Greenspan | Presidente de la Reserva Federal de EE. UU. 2006 - 2014 | Sucesora: Janet Yellen |